# Moussa Sène
Moussa Sène (Dakar, 19 gennaio 1946) è un ex cestista senegalese.

## Carriera
Con il Senegal ha disputato i Giochi olimpici di Città del Messico 1968.